# Максидом
«Максидом» — российская сеть гипермаркетов товаров для обустройства дома и дачи, ремонта и строительства (DIY). По состоянию на апрель 2025 года, сеть включает 30 гипермаркетов в двенадцати регионах России: Санкт-Петербурге, Москве и Московской области, Нижнем Новгороде, Казани, Самаре, Екатеринбурге, Уфе, Воронеже, Перми, Ростове-на-Дону и Челябинске. Суммарные торговые площади сети составляют более 290 тыс. м², средняя торговая площадь одного гипермаркета — 9,7 тыс. м².

## История компании
Первый «Максидом» открылся 6 октября 1997 года в Санкт-Петербурге на углу Гражданского проспекта и улицы Фаворского. До 1990-х в этом павильоне размещалась гидравлическая модель дельты Невы и Невской губы, главная цель которой заключалась в проектировке сооружений, которые смогут защитить Петербург от наводнений.

Гидрологическая лаборатория (фото конца 1980-х) с масштабной моделью Невской губы и бассейном. В 1997 году здесь расположился первый в России «Максидом».

Развитие компании шло активно: каждые два года в Петербурге открывалось по одному гипермаркету, а с 2006 года они появлялись ежегодно, и к 2008 году в Санкт-Петербурге работали уже семь магазинов.
Региональная экспансия бренда началась в 2007 году с открытия гипермаркета в Ростове-на-Дону, спустя год заработал магазин в Нижнем Новгороде, а ещё через два года — в Казани. В 2015 году ретейлер запустил  сразу два магазина: в Екатеринбурге и Самаре. При этом на Урале был построен многофункциональный торгово-развлекательный комплекс (ТРК), где помимо самого Максидома разместились продуктовый магазин и арендная зона.
В 2016 году был открыт восьмой магазин в Санкт-Петербурге, а в 2017 — гипермаркет в Уфе. «Максидом» первым из DIY-сетей внедрил малый формат магазина. 15 декабря 2017 года в ТРК «Гранд Каньон» Санкт-Петербурга был открыт магазин площадью 3,9 тыс. м², отличительными особенностями которого являются online-заказы крупногабаритных товаров по образцам.
В начале 2019 года сеть вышла на московский рынок, открыв гипермаркет в Котельниках напротив торгового комплекса «Мега Белая дача», из которого осуществляется доставка интернет-заказов по Москве.
В ноябре 2020 года компания открыла десятый гипермаркет в Санкт-Петербурге. «Максидом», встроенный в реконструированную литеру Л 1970 года постройки на территории бывшего завода имени Калинина, расположен на Уральской улице.

### Приобретение российского сегментаCastorama
В октябре 2020 года завершилась сделка по приобретению «Максидомом» российского сегмента торговой сети Castorama. Ранее ее владельцем выступала британская компания «Кингфишер Интернешнл Холдингз Лимитед». Компания «Максидом» получила 18 гипермаркетов в 13 регионах России, работающих под брендом Castorama.
Эксперты назвали эту покупку главной сделкой рынка DIY в 2020 году. После закрытия сделки совокупная выручка компаний позволит войти в ТОП-3 на российском рынке.  Центральные офисы компаний продолжили свою работу в разных городах: «Максидом» остается в Санкт-Петербурге, Castorama — в Москве, сохранив отдельное юридическое лицо, под которым компания вела свою деятельность до заключения сделки.
«Максидом» уже перевел под свой бренд магазины Castorama в Санкт-Петербурге, Самаре, Электростали, Казани, Одинцово, Москве и в Московской области, Екатеринбурге, Воронеже, Перми, Ростове-на-Дону, Челябинске и Нижнем Новгороде.  После смены вывески ретейлер без закрытия магазина для покупателей обновляет оформление торгового зала и ассортимент магазина, расширяя его новыми категориями товаров, в частности посудой, текстилем, мебелью, бытовой техникой.

## Деятельность компании

### Ассортимент магазинов
Компания начала работать в 1997 году, когда непродовольственная торговля велась преимущественно на рынках. С открытием «Максидома» покупатель получил доступ к ассортименту в 40 тысяч наименований продукции для дома и ремонта в одной точке продаж, примеров чему в России не было. В одном магазине были представлены не только товары для ремонта, но и бытовая химия, посуда, бытовая техника. Поэтому ассортимент магазина был в два раза шире, чем у классических сетей DIY. Такой формат называется Soft-DIY.

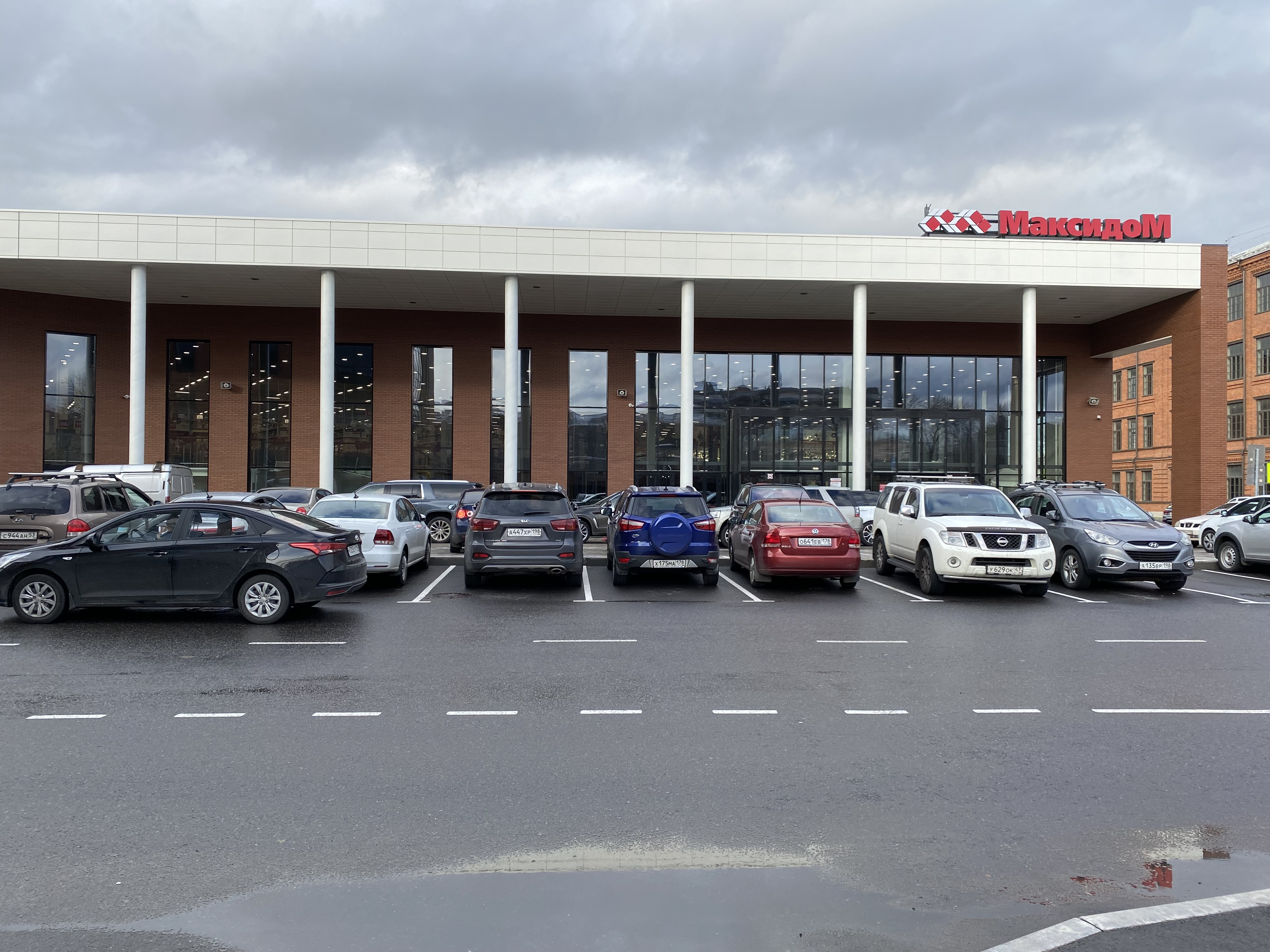
Максидом на Уральской улице в Санкт-Петербурге, открывшийся в 2020 году.

В каждом гипермаркете представлено от 60 до 80 тысяч наименований товаров, собранных в восемь торговых отделов.

#### Обновление ассортимента после уходаIKEA
В 2022 году доля отечественных поставщиков в «Максидоме» увеличилась до 60%.  В период, когда многие зарубежные бренды объявили об одномоментном либо постепенном уходе с российского рынка, ретейлер сосредоточился на расширении предложения для покупателей, в том числе и за счет ассортимента ушедших брендов.
Так, ретейлер начал работать с поставщиками IKEA, когда шведская фирма объявила об уходе из России.  Весной 2022 года в «Максидоме» появились позиции, которые являются аналогами, идентичны моделям из IKEA или произведены поставщиками IKEA, но под другими наименованиями.  По заявлениям компании, с начала мая 2022 года  ассортимент мебели был обновлен более чем на 60% с долгосрочными планами по дальнейшему расширению и удержанием цен на привычном для покупателей уровне.

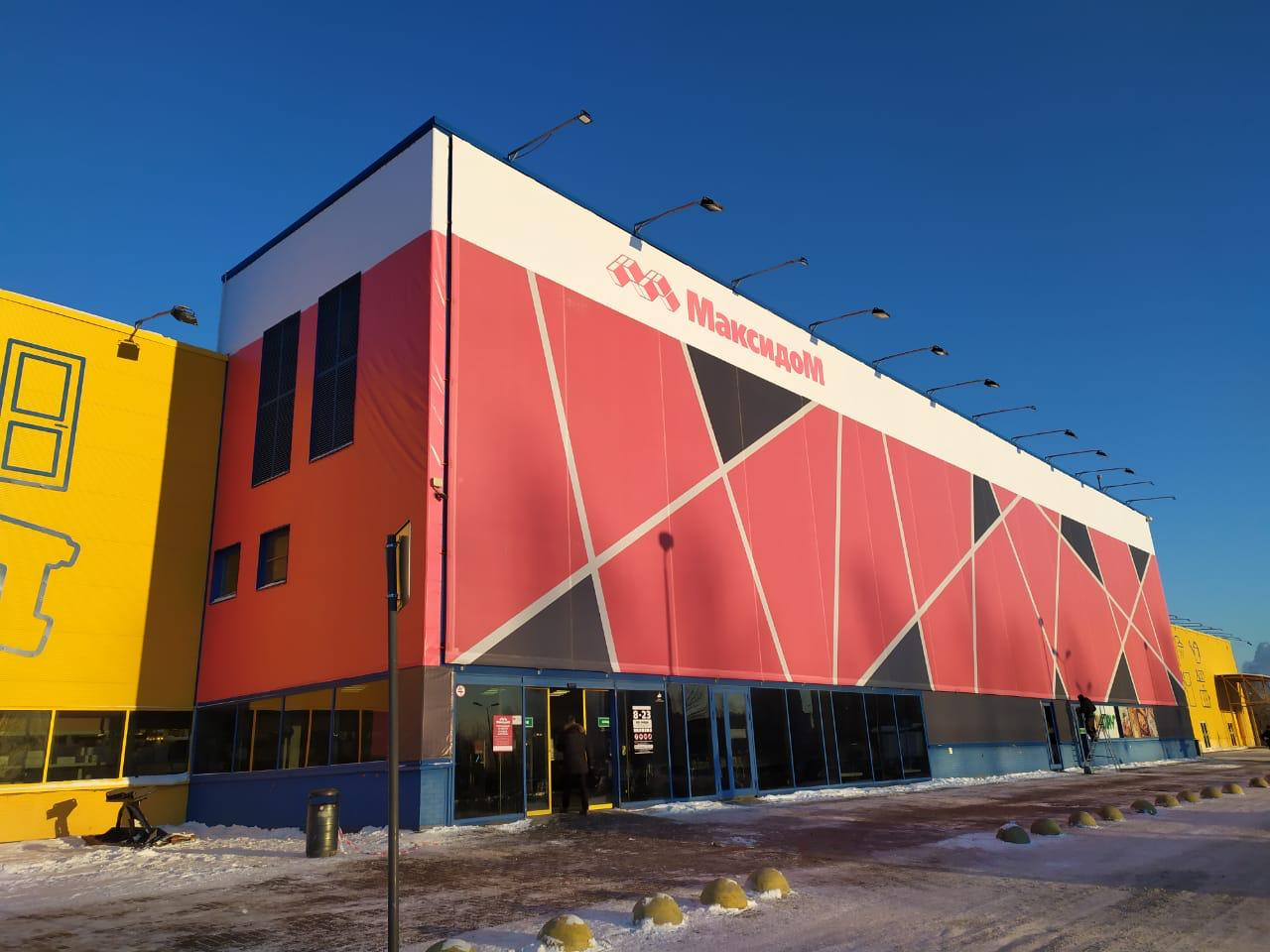
Максидом на Дальневосточном проспекте в Санкт-Петербурге, бывший магазин Castorama. Перешел под бренд «Максидом» в январе 2021 года.

### Программа лояльности
В 1999 году «Максидом» запустил для покупателей программу лояльности, подразумевающую выдачу скидочных карт с процентом скидки, зависящим от общего объема совершенных покупок. В 2016 году программа лояльности была расширена форматом, предполагающим накопление бонусных баллов с каждой покупки.  Кроме того, у покупателей есть возможность выбирать комбинированный режим действия скидки. Программа лояльности действует и для физических, и для юридических лиц. Максимальная скидка по накопительной карте составляет 7%. Оформить карту можно в гипермаркетах сети, в приложении «Кошелек» или UDS.

### Интернет-торговля
Интернет-магазин сети maxidom.ru  начал свою работу в 2011 году. По данным INFOLine, через год после запуска ассортимент (SKU), представленный для покупки в режиме on-line, насчитывал около 70 тысяч товарных позиций, что значительно превышало аналогичные показатели крупнейших DIY-сетей, работающих в России.
В начале 2020 года доля онлайн-продаж ретейлера составляла порядка 6%.  В 2022 году некоторые категории товаров были значительно расширены в интернет-магазине позициями, доступными для совершения покупок в формате маркетплейса, только онлайн. В этом же году Максидом запустил обновленное приложение для iOS и Android.

### Социальная ответственность
Компания и ее собственники поддерживают благотворительные фонды и общественные организации в регионах присутствия. Проекты и мероприятия, в которых участвует сеть, посвящены важным социальным вопросам: семейным ценностям, образованию, науке, спорту. Также «Максидом» помогает в благоустройстве парков и зон отдыха, в проведении реставрационных работ монастырей, храмов и соборов. Является одним из спонсоров Международного благотворительного фонда поддержки математики имени Леонарда Эйлера.